# Ehemalige Jüdische Schule Leer

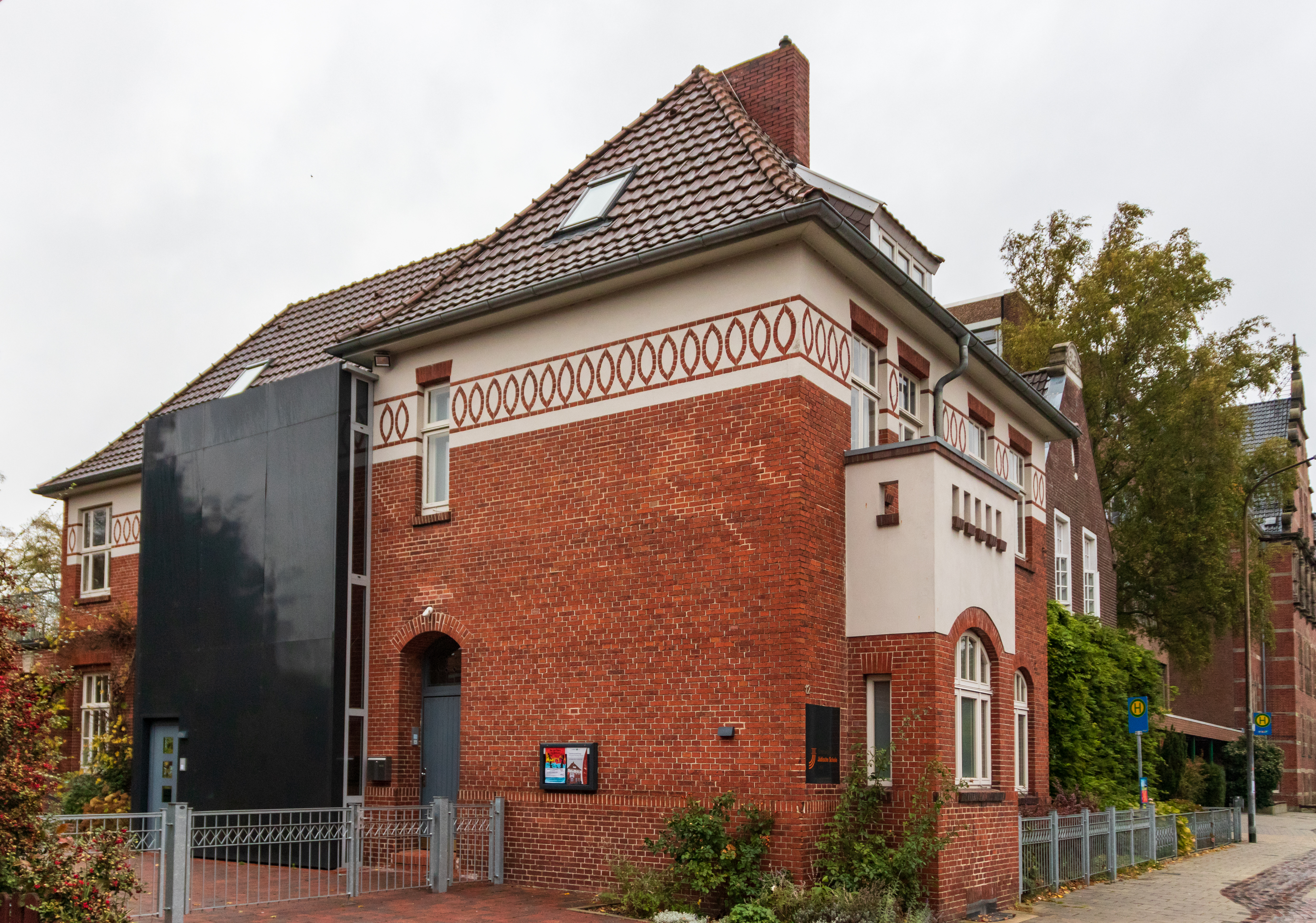
Die Ehemalige Jüdische Schule Leer

Die Ehemalige Jüdische Schule ist eine Kultur- und Gedenkstätte in der Kreisstadt Leer in Ostfriesland. Die Einrichtung des Landkreises definiert sich selbst als einen „Ort der Erinnerung und des Gedenkens, für Ausstellungen und kulturelle Veranstaltungen zum jüdischen Leben damals und heute“. Ihren Sitz hat sie in der von 1909 bis 1939 genutzten Schule der in der Zeit des Nationalsozialismus zerschlagenen ehemaligen jüdischen Gemeinde von Leer.

## Konzeption
Anhand von Ausstellungen und kulturellen Veranstaltungen will der Landkreis Leer einen Zugang zur Geschichte des Hauses und jüdischer Kultur schaffen. Insgesamt stehen dafür in dem Gebäude sechs Räume, darunter das Klassenzimmer im Erdgeschoss, zur Verfügung. Im per Fahrstuhl barrierefrei zugänglichen Obergeschoss gibt es neben Ausstellungsräumen auch ein Seminarzimmer. Die ständige Ausstellung thematisiert die Geschichte des Hauses und der Menschen, die an diesem Ort gelebt, gelernt und unterrichtet haben. Zu sehen sind unter anderem drei filmische Interviews mit ehemaligen Schülern. Sie erzählen aus der Zeit von Betrieb und Schließung der Schule und ihrem persönlichen Leid während der Zeit der Shoah. Das Ausstellungskonzept erarbeitete die Firma Gössel und Partner.
Der Klassenraum ist wieder als solcher erkennbar. Im Obergeschoss des Gebäudes wurde im Zuge der Renovierungsarbeiten im Wohnzimmer der Lehrerwohnung und damit in dem Raum, in dem nach den Novemberpogromen die Gottesdienste stattfanden, eine Schablonenbemalung mit einem Synagogenmotiv freigelegt. Sie belegt die enge Verbindung zwischen Schule und Synagoge. Sonderausstellungen, Lesungen, Theateraufführungen und Hebräisch-Kurse ergänzen das Angebot.

## Organisation
Eigentümer und Träger der Ehemaligen jüdischen Schule Leer ist der Landkreis Leer. Wissenschaftliche Leiterin ist seit dem 1. Juni 2014 Susanne Bracht. Sie setzte sich in einer bundesweiten Ausschreibung gegen 107 Mitbewerber durch.

## Geschichte der jüdischen Schule
Im Jahre 1793 erbaute die jüdische Gemeinde von Leer ihre erste Synagoge. 1803 eröffnete sie auf Empfehlung der Kriegs- und Domänenkammer in Aurich eine jüdische Elementarschule in Leer. Die wohlhabende Familie Katz unterstützte ihre Gemeinde bei der Errichtung beider Bauten mit einer großen Geldspende.
Im Eröffnungsjahr besuchten 17 Kinder die Schule. Ein Lehrer aus Posen unterrichtete sie. Er verließ die Schule aber nach nur einem Jahr. In der Folgezeit wechselte das Lehrpersonal häufig. Trotzdem war der Besuch der Schule für Kinder der Gemeindemitglieder Pflicht. Noch vor Mitte des 19. Jahrhunderts bezog die Schule dann ein Gebäude an der Kirchstraße, hatte in der Folgezeit jedoch große finanzielle Schwierigkeiten, so dass sie das Gehalt für den Lehrer nur schwer aufbringen konnte. Das führte 1859 sogar zur vorübergehenden Schließung der Bildungseinrichtung. Danach verbesserte sich die wirtschaftliche Lage der Lehranstalt allmählich und die Schülerzahlen stiegen bis 1883 auf 38 Schüler.
Im Oktober 1909 erwarb die Gemeinde schließlich ein Grundstück an der Deichstraße (heute Ubbo-Emmius-Straße 12) und errichtete dort ein neues Schulgebäude mit Lehrerwohnung. Die Ausführung des Baues übertrug die Gemeinde der örtlichen Firma Thien. 1910 konnte diese die Schule fertigstellen. Damals lebten rund 250 jüdische Männer, Frauen und Kinder in Leer und Umgebung. Die Schule besuchten etwa 25 Kinder. Während des Ersten Weltkrieges übernahm der jüdische Lehrer Lasser Abt wegen Lehrermangels den Unterricht an der staatlichen Volksschule in Leer. Die jüdische Schule Leer blieb in diesen Jahren geschlossen. in der Zeit der Weimarer Republik sanken die Schülerzahlen weiter. 1924 waren es 18 Kinder, 1926 noch 16 Kinder, die die Elementarschule besuchten. Daneben erhielten die jüdischen Schüler auf weiterführenden städtischen Schulen Religionsunterricht in dem Gebäude.
In der Zeit des Nationalsozialismus litten die jüdischen Schüler an den städtischen Schulen zunehmend unter der Diskriminierung ihrer Mitschüler. Um den Bestand ihrer Elementarschule zu sichern, zahlten die Eltern der Schüler ab September 1933 wöchentlich einen festen Beitrag. Deren Schülerzahl wuchs nach 1933 stark an, da die jüdischen Schüler der städtischen Schulen diese nach und nach verlassen mussten. 1935 feierte die Gemeinde noch den 50. Jahrestag der Synagogeneinweihung sowie den 25. Jahrestag der Schuleröffnung mit einem dreitägigen Fest. Dabei wurden dem Lehrer für die Schule hohe Geldspenden zur Erweiterung der Schülerbibliothek zur Verfügung gestellt. Im Jahre 1937 besuchten noch 37 Kinder die jüdische Schule. Diese wurde nach der Pogromnacht vom 9. November 1938 noch bis 1939 aktiv genutzt. Nach der Zerstörung der Synagoge verlegte die Gemeinde ihre Gottesdienste in die Schulräume. Nach der erzwungenen Schließung der Bildungseinrichtung durch die Nationalsozialisten musste die Gemeinde das Gebäude im Sommer 1939 an die Stadt Leer zwangsverkaufen. Die verbliebenen Schüler wurden bis zum Frühjahr 1940 im Haus des Gastwirts David Hirschberg an der Kampstraße unterrichtet, ehe die Nationalsozialisten die Schule am 23. Februar 1940 offiziell schlossen.
Eine Initiative ostfriesischer Landräte und des Magistrats der Stadt Emden führte Ende Januar 1940 zu der Weisung der Gestapo-Leitstelle Wilhelmshaven, wonach Juden Ostfriesland bis zum 1. April 1940 verlassen sollten. Die ostfriesischen Juden mussten sich andere Wohnungen innerhalb des deutschen Reiches (mit Ausnahme Hamburgs und der linksrheinischen Gebiete) suchen. Als letzte jüdische Familie verließ die Familie Hirschberg Leer. Ihr Haus in der Groninger Straße/Ecke Kampstraße wurde 1940 als Ghetto für die verbliebenen Juden aus dem Landkreis genutzt. Von hier aus wurde die in Leer verbliebene jüdische Bevölkerung auf den Weg in die Vernichtungslager gebracht. Danach galt Leer offiziell als judenfrei.
In der Nachkriegszeit wechselte das Gebäude häufig den Besitzer. Im Erdgeschoss war bis in das 21. Jahrhundert für mehr als 20 Jahre eine Tierarztpraxis untergebracht, im ausgebauten Dachgeschoss eine Wohnung. 2011 kaufte der Landkreis das Gebäude, „um es nach alten Plänen wiederherzustellen“.
Das Gebäude befand sich in einem so guten Zustand, dass der Ursprungszustand weitestgehend wiederhergestellt werden konnte. Lediglich die verglaste Pfosten- und Riegel-Konstruktion des Treppenhausanbaues, nach dem Krieg erstellt, wurde verkleidet und „mit einem Rasterbild mit matten Punkten auf glänzender Metallplattenverkleidung zeichenhaft umgeformt“. Das Treppenhaus ist seither als Ausstellungsfläche- und Raum in das Gebäude integriert. Die alten Dielen-Böden im Obergeschoss und die Echtholz-Türen blieben ebenso erhalten wie die Buntglas-Fenster zur Westseite. Vor diese wurden allerdings neue Fenster gesetzt. Auch der Garten wurde hergerichtet. Das Gebäude steht seither unter Denkmalschutz. Am 1. September 2013 eröffnete die Ehemalige Jüdische Schule in Leer als Kultur- und Gedenkstätte. Erste wissenschaftliche Leiterin war Anna Flume. In Leer trat Susanne Koppatz die Nachfolge von Flume an.

## Lehrer der jüdischen Schule an der Deichstraße
- Lasser Abt (1909 bis 1922 (bereits ab 1905 Lehrer in Leer))[13], verstorben in Leer[3]
- Ignatz Popper (1922 bis 1935)[13], verschollen im Ghetto Riga[3]
- Hermann Spier (1935 bis 1938)[13] ermordet in Treblinka[3]
- Seligmann Hirschberg (1938 bis 1939)[13] ermordet in Auschwitz[3]